# Colibrí de Stolzmann
El colibrí de Stolzmann (Oreotrochilus stolzmanni) és una espècie d'ocell de la família dels troquílids (Trochilidae) que ha estat considerat una subespècie d'Oreotrochilus estella.

## Hàbitat i distribució
Habita les vessants rocoses dels Andes, al sud de l'Equador i nord i centre del Perú.